# Wamge

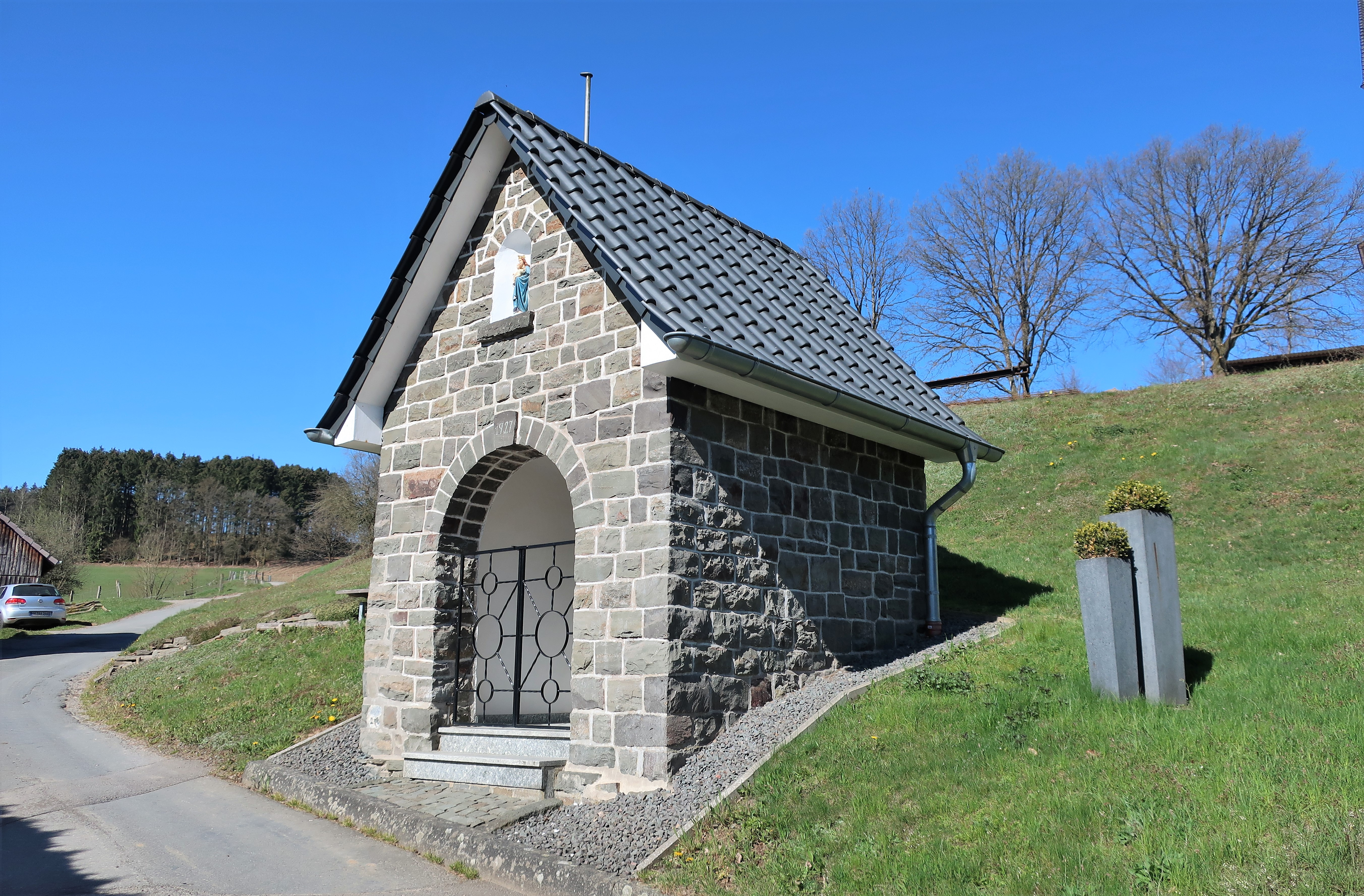
Heiligenhäuschen in Wamge

Wamge ist ein Ortsteil der Stadt Attendorn im Kreis Olpe (Nordrhein-Westfalen) und hat 195 Einwohner (Stand 30. Juni 2024).

## Geografie
Wamge liegt westlich des Kernortes Attendorn und südlich von Listerscheid und Papiermühle in einem Seitental der Ihne. Hausberg ist der 419 m hohe Bausenberg.

## Geschichte
Wamge wurde urkundlich erstmals im Jahre 1379 als „to Waymbecke“ und 1386 mit Wambecke erwähnt. Die Deutung des Ortsnamens als „heller, glänzender Bach“ bezieht sich auf die nördlich der Siedlung fließende Ihne. Am 25. April 1411 verkauft Wilhelm Graf zu Limburg und Herr zu Broich seine Lehnware an dem Zehnten aus den Gütern Boikenboile, Werschede, Alverinchusen und Waymbeke an einen Kölner Bürger.
Politisch gehörte Wamge ehemals zum Amt Waldenburg und im Gogericht und Kirchspiel Attendorn zur Bauerschaft Albringhausen, der auch umliegende Orte wie Listerscheid, Papiermühle, Weschede, Klinke u. a. angehörten.
In der Türkensteuerliste von 1536 ist Johanns Sohn in der Wombeke, 1563 Johann in der Wagmecke aufgeführt. Im Schatzungsregister von 1543 wurde in der Burschafft Ailberinghausen mit 26 Steuerpflichtigen Johann in der Wamk mit einer Abgabe von 1 ort (¼ Goldgulden) genannt. Im Register von 1565 wird Johann mit 2 ort  (½ Gg) besteuert. Während des Dreißigjährigen Krieges im Jahr 1636 der Hof Caspar Valle in de Wamecke als verarmtes und wüstes Gut bezeichnet. 1648 sind Georg Heidtbrinck in der Wamecke mit Familie und 1664 Caspar Heidbrink und Thonis Flucht Steuerpflichtig. Mitglieder der Familie Flucht werden bis 1728 als Steuerzahler erwähnt. In hessischen Zeiten (1802–1816) gab es in Wamge zwei Höfe; Hesperichs Gut und das unterste Gut, später wurden deren Grundstücke aufgeteilt.
Seit 1839 besuchten die Kinder aus Wamge und 22 umliegenden Dörfern in Listerscheid/Wamge eine einklassige Schule. Lehrer waren u. a. Flusche und Arens, Spielmann (1899), Schulte und Stamm (1914) oder Mertin (1929). In den 1880er Jahren stieg die Schülerzahl so stark an, dass 1888 zusätzlich in Klinke eine einklassige Schule gebaut wurde. Später nach immer weiter steigenden Schülerzahlen 1911/12 noch eine dreiklassige Schule in Listernohl.
Das Adressbuch von 1929 führt in Wamge die Namen „Bruse (2), Henze (4), Mücher, Rüschenberg (3), Springob (5) und Teipel (2)“. Im Jahre 1936 gab es in Wamge 9 Wohnhäuser und 60 Einwohner. 1988 hatte der Ortsteil 144 Einwohner.
Nach dem Bau der Biggetalsperre (1956–1965) sind in Wamge viele neue Wohnhäuser entstanden. Südlich oberhalb des Ortes führt der Bigge-Lister-Wanderweg (Rund-Wanderweg) vorbei.
Ab 1819 gehörte Wamge im Amt Attendorn zur Gemeinde Attendorn-Land, bis die Gemeinde 1969 in die Stadt Attendorn eingegliedert wurde.

## Religion, Vereine
Wamge gehört zur Pfarrgemeinde St. Josef im nahe gelegenen Listerscheid. In der Ortschaft gibt es ein 1927 errichtetes Heiligenhäuschen mit zwei Marienfiguren, das zuletzt im Jahr 2017 renoviert wurde.
Das Vereinsleben findet im Vereinshaus bzw. der Schützenhalle Ihnetal und auf dem Fußballplatz an der Wesetalstraße in Weschede statt. Jedes Jahr findet ein selbstorganisierter Weihnachtsmarkt statt.